# Cassia italica
Cassia italica là một loài thực vật có hoa trong họ Đậu. Loài này được (Mill.) Lam. ex F.W. Andrews miêu tả khoa học đầu tiên năm 1952.